# Tadd Dameron

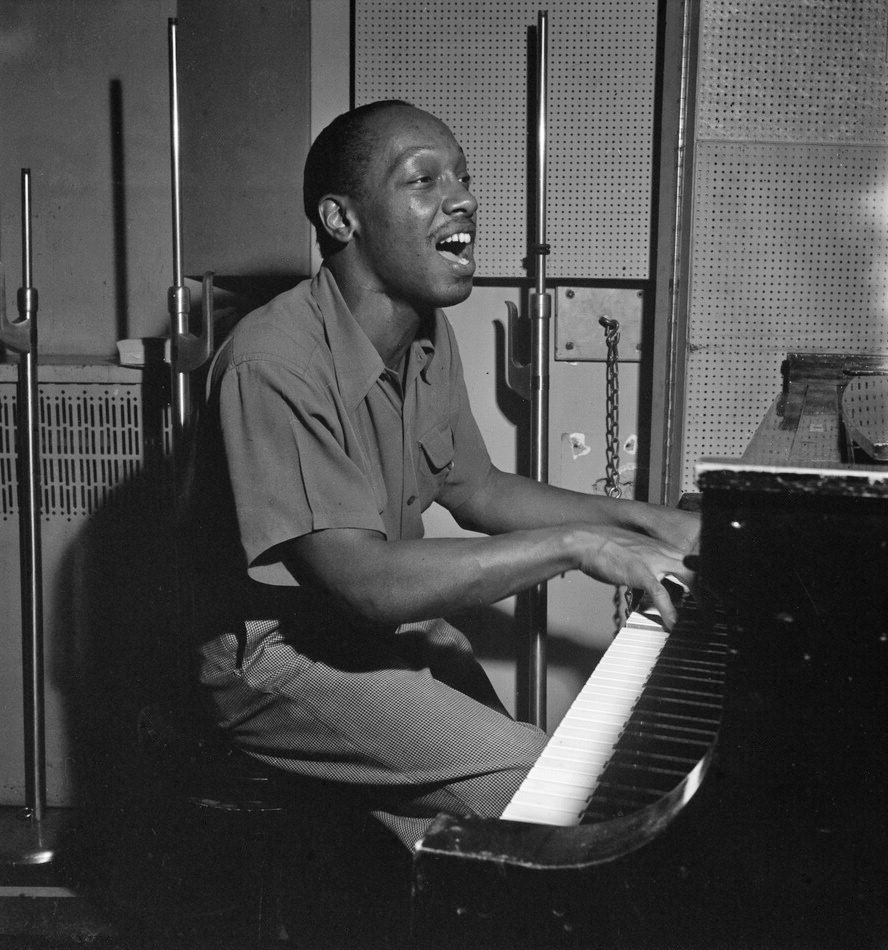
Tadd Dameron. Foto: William P. Gottlieb.

Tadley Ewing „Tadd“ Dameron (* 21. Februar 1917 in Cleveland; † 8. März 1965 in New York City; geboren als Tadley Ewing Peake) war ein US-amerikanischer Jazz-Pianist, Komponist und Arrangeur. Mit Gil Fuller und Dizzy Gillespie war er einer der wegbereitenden Arrangeure des frühen Bebop.

## Werdegang

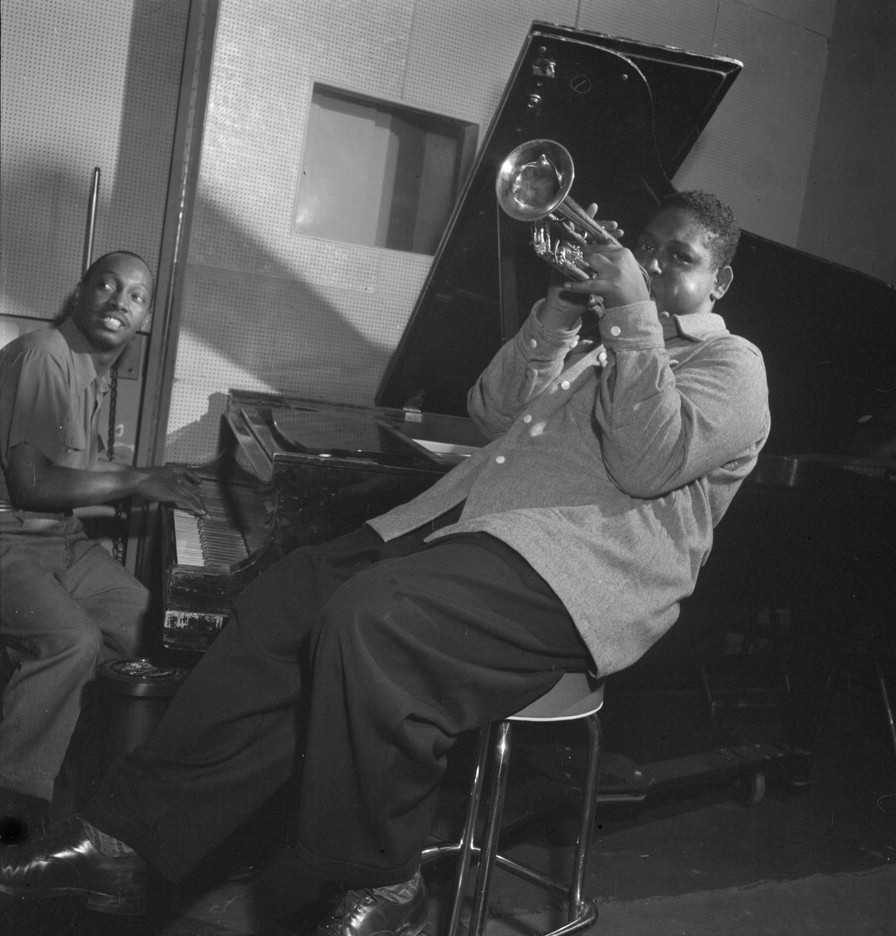
Tadd Dameron und Fats Navarro. Foto: William P. Gottlieb

Tadd Dameron bekam schon mit vier Jahren Klavierunterricht; von seinem Bruder Caesar, der ebenfalls Jazzmusiker war, lernte er später Saxophon spielen. Das Orchestrieren brachte sich Dameron autodidaktisch bei – seine ersten Arrangements schrieb er für die Jeter-Pillars Big Band 1938 in Cleveland. Im New Yorker Minton’s Playhouse stieß er auf Charlie Parker und die Bebop-Avantgarde. Er begann für die Bop Orchester von Dizzy Gillespie (Dizzy Gillespie Big Band) und Billy Eckstine (Billy Eckstine and His Orchestra) Arrangements zu schreiben, währenddessen er sein Brot mitunter als Fabrikarbeiter verdiente. Mit Miles Davis spielte er 1949 auf dem Festival International 1949 de Jazz im Salle Pleyel in Paris; dieses Konzert sollte maßgeblichen Einfluss auf den Erfolg des Modern Jazz in Frankreich haben. Außerdem nahm er mit Clifford Brown, John Coltrane, Gil Evans und Kenny Dorham Platten auf.
Wegen eines Rauschgiftdelikts musste er 1958 für mehrere Jahre ins Gefängnis. Damit war seine aktive künstlerische Laufbahn mehr oder weniger beendet; er schrieb aber weiterhin Arrangements. „Während die anderen Pioniere des Bebop vor allem durch Virtuosität glänzten, war Dameron nicht der überragende Instrumentalist, dafür aber der einzige in diesem Kreis, der professionell arrangierte, orchestrale Einleitungen erfand, großartige Balladen erfand und in einem Bläsersatz auch noch die vierte Stimme interessant klingen lassen konnte.“
Dameron wird vermutlich am ehesten für seine Kompositionen in Erinnerung bleiben: Mit Fontainebleau (1956) schrieb er „das erste völlig auskomponierte Werk des Jazz.“; Stücke wie Good Bait, Lady Bird, If You Could See Me Now oder Hot House sind Jazzstandards geworden. Seine Kompositionen „gehören zu den sanglichsten und melodisch eingängigsten des Bebop.“
Er starb mit 48 Jahren an Krebs.

## Aufnahmen (Auswahl)
- 1949: Cool Boppin’ (Fresh Sound) mit Miles Davis, Kai Winding, Sahib Shihab, Kenny Clarke
- 1949: The Miles Davis and Dameron Quartet: In Paris Festival International de Jazz, May 1949 (Columbia)
- 1956: Fontainebleau (Prestige/OJC) mit Kenny Dorham, Cecil Payne, Sahib Shihab
- 1956: Mating Call (Prestige/OJC) mit John Coltrane, Philly Joe Jones
- 1962: The Magic Touch (Riverside/OJC) mit Clark Terry, Ernie Royal, Charlie Shavers, Tate Houston, Bill Evans, Ron Carter